# Babylon by Bus
Albums de Bob Marley and the Wailers
Kaya
(1978) Survival
(1979)
Babylon by Bus est le sixième album de Bob Marley and the Wailers (second album live après Live!), sorti en 1978. Il est aussi leur premier et unique double album. Il fut enregistré lors de plusieurs concerts européens du Kaya Tour, principalement ceux du Pavillon de Paris (les 25, 26 et 27 juin 1978).

## Enregistrement
Bob Marley préférait l'ambiance des concerts européens et ne concevait pas d'enregistrer un live ailleurs. Il demanda aux guitaristes (Al Anderson était revenu dans le groupe) d'être très présents sur scène les jours d'enregistrement, car il voulait un album au son très rock.
Le magazine Rolling Stone classe l'album en quatrième position des meilleurs albums Live.

### Pochette

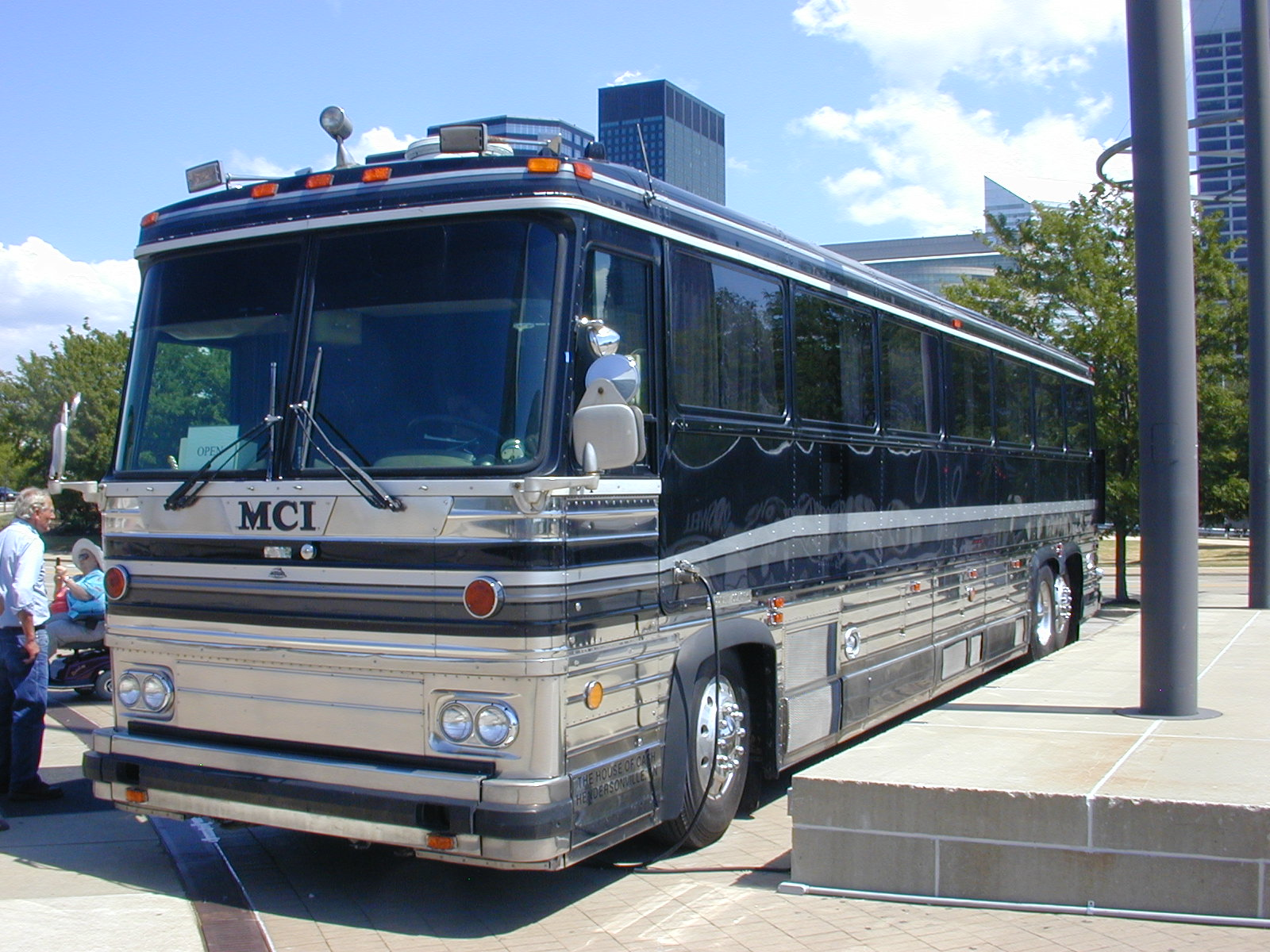
Bus de tournée

La pochette de l'album représente un bus de tournée vu de face (et l'arrière du bus au dos).
Sur la première édition du vinyle, le pare-brise du bus, en deux parties, était découpé, laissant voir une des deux pochettes intérieures. Comme il y avait quatre faces, l'auditeur avait la possibilité de choisir entre quatre scènes différentes à travers les fenêtres.
L'expression Babylon by bus est attribuée à un journaliste anglais qui racontait dans son article s'être rendu au concert du 22 juin à Stafford dans un car spécialement affrété pour la presse. Le car était tombé en panne et les journalistes avaient manqué le spectacle.

## Liste des titres
Toutes les chansons sont écrites et composées par Bob Marley, sauf mention contraire.
| 1. | Positive Vibration | Bob Marley (crédité Vincent Ford) | 5:48 |
| 2. | Punky Reggae Party | Bob Marley / Lee Scratch Perry    | 5:52 |
| 3. | Exodus             |                                   | 7:40 |

| 1. | Stir It Up (enregistré le 18 juillet 1975 à Londres, Angleterre) |                                  | 5:21 |
| 2. | Rat Race (enregistré en juin 1976, HMV Hammersmith Apollo)       | Bob Marley (crédité Rita Marley) | 3:30 |
| 3. | Concrete Jungle                                                  |                                  | 5:40 |
| 4. | Kinky Reggae                                                     |                                  | 4:49 |

| 1. | Lively Up Yourself                |                                                 | 6:21 |
| 2. | Rebel Music (3 O'Clock Roadblock) | Bob Marley (crédité Aston Barrett / Hugh Peart) | 5:22 |
| 3. | War / No More Trouble             | Bob Marley / Alan Cole / Carlton Barrett        | 5:31 |

| 1. | Is This Love |  | 7:30 |
| 2. | Heathen      |  | 4:30 |
| 3. | Jamming      |  | 5:44 |

## Musiciens
- Voix, guitare - Bob Marley
- Voix - I Threes (Rita Marley, Judy Mowatt, Marcia Griffiths)
- Basse - Aston « Family Man » Barrett
- Batterie - Carlton « Carlie » Barrett
- Guitare - Junior Marvin, Al Anderson
- Clavier - Tyrone Downie, Earl « Wya » Lindo
- Percussions - Alvin « Seeco » Patterson

## Classements
| Classement (1978)                 | Meilleure position |
| --------------------------------- | ------------------ |
| États-Unis (Billboard 200)        | 102                |
| États-Unis (Billboard R&B Albums) | 58                 |

## Certifications
| Pays   | Ventes certifiées | Certification | Date |
| ------ | ----------------- | ------------- | ---- |
| France | 100 000 +         | Or            | 1979 |
| France | 300 000 +         | Platine       | 1992 |